# Соснувка (Карконоський повіт)
Соснувка (пол. Sosnówka) — село в Польщі, у гміні Подгужин Карконоського повіту Нижньосілезького воєводства.
Населення — 1117 осіб (2011).
У 1975-1998 роках село належало до Єленьогурського воєводства.

## Демографія
Демографічна структура станом на 31 березня 2011 року:
|          | Загалом | Допрацездатний вік | Працездатний вік | Постпрацездатний вік |
| -------- | ------- | ------------------ | ---------------- | -------------------- |
| Чоловіки | 533     | 75                 | 387              | 71                   |
| Жінки    | 584     | 86                 | 330              | 168                  |
| Разом    | 1117    | 161                | 717              | 239                  |